# 宇仁菅真
宇仁菅 真（うにすが まこと、1965年11月14日 - ）は、日本の俳優。劇団五期会所属（マネージメントはライターズ・カンパニー）。鳥取県倉吉市出身。身長172cm。
子供番組「ストレッチマン」シリーズのストレッチマンが代表作として知られている。

## 人物・略歴
鳥取県立倉吉東高等学校、鳥取大学工学部卒業。1996年に第23回関西俳優協議会最優秀新人賞受賞。
NHK教育（現「Eテレ」）の子供向け番組『グルグルパックン』及び『ストレッチマン』シリーズに1994年4月から2013年3月まで、ストレッチマンとして19年に渡り出演。2013年4月に『ストレッチマンV』でストレッチマンは新たなストレッチマン5人を後任に指名し、宇仁菅は一度番組を降板したが（この間、2017年に放送された特別番組『オトナのストレッチマン』にて一時復帰）、2018年10月から『ストレッチマン・ゴールド』にて、ストレッチマン・レジェンドとして番組に復帰した。
劇団五期会公演を中心に、舞台俳優としても活動している。

## 出演作品

### テレビドラマ
- 裸の大将 第80話「清と三姉妹の宝探し」（1996年、関西テレビ / 東阪企画） - 郵便局員
- 連続テレビ小説（NHK総合）
  - ちりとてちん（2007年 - 2008年）
  - てっぱん（2010年 - 2011年） - 長谷川健一
  - カーネーション（2011年 - 2012年）
  - 純と愛（2012年 - 2013年） - 梨田
  - あさが来た（2015年 - 2016年） - 山倉
  - おむすび（2024年） - 佐久間義之
- 新・部長刑事 アーバンポリス24（朝日放送）
- 歴史秘話ヒストリア（NHK総合）
  - 平賀源内 - 平賀源内
  - 富岡製糸場 - 尾高惇忠
- 新・人間交差点（NHK総合）
- 家族善哉（TBS・MBS）
- いのちの現場から（MBS）
- 夢縁坂骨董店（朝日放送）
- 科捜研の女（テレビ朝日） 
  - Season10 3話（2010年7月22日） - 清水焼「小松工房」主人・小松大洋
  - season16 第11話「おもてなし殺人!?」（2017年1月26日放送分）- 「Bordeaux」シェフ・ド・ラン勤務の辰見莉音（上野なつひ）の父・辰見圭介
  - season21 第15話「救助犬ゾイ」（2022年3月17日放送分）- 有限会社洛山林業 森林管理課 所長・野口栄斗
- NHKスペシャル 南海トラフ巨大地震（2023年3月4日、NHK総合） - 大野

### 教育番組
- 天才てれびくんワイド（NHK教育） - カンフーの達人
- グルグルパックン（NHK教育 1994年4月4日 - 1999年3月） - ストレッチマン
- ストレッチマンシリーズ（NHK教育 1999年4月8日 - 2013年3月14日、2018年10月11日 - ） - ストレッチマン→ 初代ストレッチマン→ストレッチマン・レジェンド、ノバス長官
  - NHK教育の他の番組やイベントにおいても、ストレッチマンとして何度かゲスト出演している。